# Воронцова, Елизавета Романовна
Графиня Елизавета Романовна Воронцова (по мужу Полянская, 1739—1792) — фаворитка Петра III, фрейлина; дочь генерал-аншефа графа Р. И. Воронцова; сестра известной княгини Е. Р. Дашковой, канцлера А. Р. Воронцова и дипломата С. Р. Воронцова.

## Биография
Вторая дочь графа Романа Илларионовича Воронцова от брака с Марфой Ивановной Сурминой. После смерти матери в 1745 году вместе с сестрой и братом воспитывалась в доме дяди, вице-канцлера М. И. Воронцова. В ноябре 1749 года была определена императрицей Елизаветой Петровной во фрейлины, в придворный штат великой княгини Екатерины Алексеевны, которая нашла её:
… Очень некрасивым, крайне нечистоплотным ребёнком с оливковым цветом кожи, а после перенесённой оспы, стала ещё некрасивее, потому что черты её совершенно обезобразились и всё лицо покрылось не оспинами, а рубцами.
Впрочем, мнению Екатерины Алексеевны, недолюбливавшей Петра III и близких ему людей, вряд ли можно полностью доверять.

### Фаворитка
Явное предпочтение, оказываемое великим князем Петром Фёдоровичем спустя несколько лет «толстой и нескладной», «с обрюзглым лицом», «широкорожей» фрейлине Воронцовой, которую он попросту называл «Романовной», вызывало всеобщее изумление.
Многие считали, что великий князь «выказал очень прискорбный вкус». По словам французского посланника Ж. Л. Фавье:
Безобразие Воронцовой было невыразимо и не искупалось ни хорошим сложением, ни белизной кожи. Она была не лишена ума и при случае, смогла бы воспользоваться своим положением, если бы на то представилась хоть малейшая возможность.
Увлечение великого князя, забавлявшее Елизавету Петровну, прозвавшую Воронцову «госпожой Помпадур», со вступлением его на престол перешло всякие границы. Немедленно по воцарении Пётр III пожаловал свою «Лизку» в камер-фрейлины, отвёл ей в Зимнем дворце комнаты рядом со своими, а 9 июня 1762 года торжественно возложил на неё екатерининскую ленту.
В воспоминаниях современников тех лет Елизавета Воронцова постоянно фигурирует как «официальная фаворитка» императора и участница его развлечений, по словам Болотова, император «проводил почти всё время с ней». Петр III «не скрывал ни перед кем непомерной любви к ней». Воронцова получила от императора 5 тыс. империалов (для уплаты долгов) и драгоценностей более чем на 50 тыс. рублей. Иностранные послы в Санкт-Петербурге сообщали о намерении императора заточить супругу в монастырь и жениться на фрейлине Воронцовой, ведущей себя по отношению к императрице «высокомерно».
После переворота 29 июня 1762 года Воронцова была арестована вместе с Петром III в Ораниенбауме, где в Большом дворце до сих пор сохранились её покои. Несмотря на её просьбы на коленях перед Паниным последовать за Петром в Голштинию, графиня была отправлена в подмосковную деревню отца, причём лишилась камер-фрейлинского портрета и ордена Святой Екатерины. Но тотчас после этого Екатерина II взялась устроить дальнейшую судьбу Воронцовой, думала о покупке для неё дома в Москве и приказала графу Р. И. Воронцову выделить дочь, «чтобы она уже ни с кем дела не имела и жила в тишине, не подавая людям много причин о себе говорить».

### Замужество

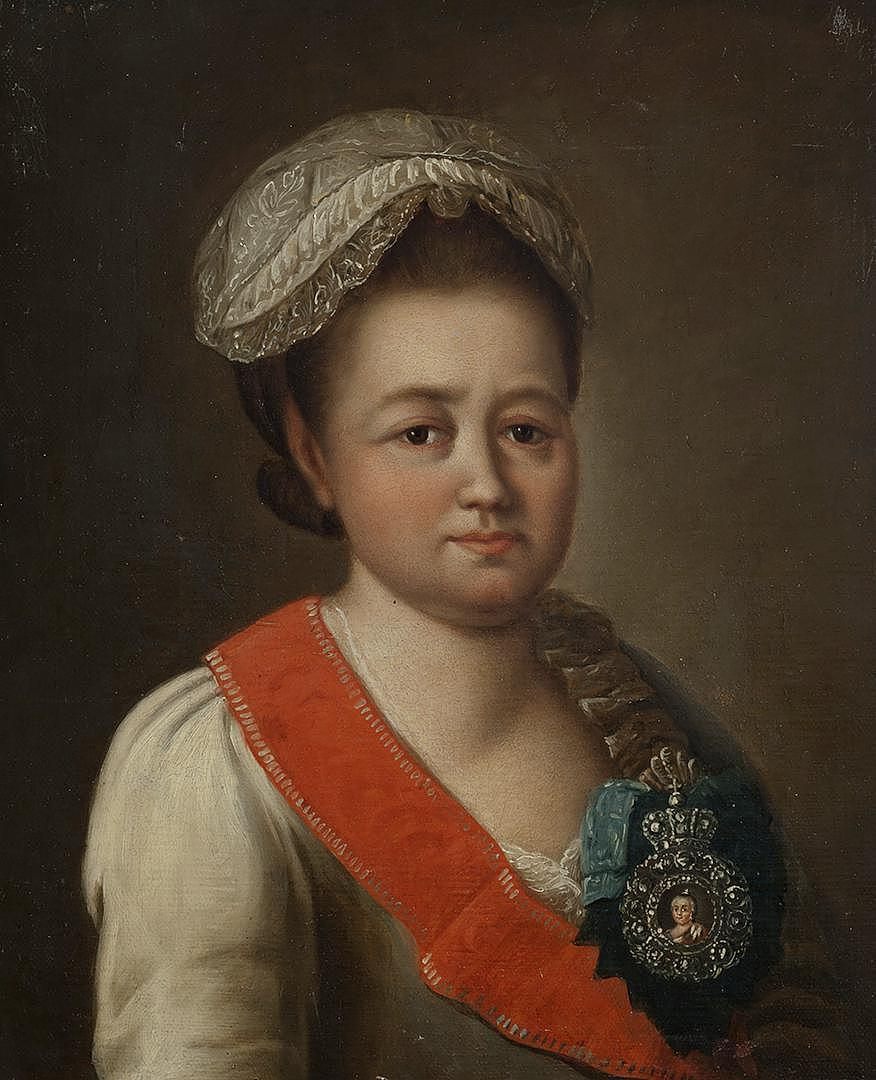
Портрет Елизаветы Романовны Воронцовой

18 сентября 1765 года Елизавета Воронцова вышла замуж за полковника, потом статского советника Александра Ивановича Полянского (1721—1818). Свадьба состоялась в подмосковном имении Воронцовых Коньково. По прошествии времени супруги переехали в Петербург, где Воронцова жила до своей смерти. Не появляясь при дворе, она бывала в свете и виделась даже с близкой подругой Екатерины II графиней А. С. Протасовой.
В 1776 году, по свидетельству французского дипломата Корберона, императрица дала Полянской 45 000 рублей в счет уплаты её долгов, любезно упрекнув Елизавету, что она раньше не прибегла к её помощи, однако отказала её сестре Дашковой в 200 душах, хотя именно последней она была обязана своей короной.
Письма Елизаветы Воронцовой к брату, графу С. Р. Воронцову, мало уступают французскому слогу её сестры, княгини Дашковой, и полны подробностями о светских и придворных происшествиях. Оба брата её, графы Семён и Александр Воронцовы, очень её любили и отдавали ей большое предпочтение перед княгиней Дашковой, которую не без основания упрекали за недружелюбное отношение к сестре, сильно её побаивавшейся не только во время своего фавора, но и после своей опалы.
Елизавета Романовна скончалась 2 февраля 1792 года и похоронена на Лазаревском кладбище Александро-Невской лавры.

## Дети
От брака с Полянским имела детей:
- Анна Александровна (1766—1845), в 1782 году была пожалована во фрейлины, для этого её мать обратилась с письмом к императрице с просьбой о шифре для дочери. Участвовала в хоре певиц на празднике, данном князем Потемкиным в Таврическом дворце. Была замужем за бароном Вильгельмом д’Оггером (d’Hogger), нидерландским послом в Петербурге, который женившись на Полянской, остался жить в России.
- Александр Александрович (1774—1818), его крёстной была Екатерина II; тайный советник, действительный камергер, с 1817 года сенатор.

## Образ в кино
- «Распутная императрица» (1934) — Рутхельма Стивенс
- «Молодая Екатерина» (1991) — Кэтрин Шлезингер
- «Фаворит» (2005) — Маргарита Бычкова
- «Екатерина» (2014) — Анастасия Королькова
- «Великая» (2015) — Ольга Медынич.
- «Павел. Первый и последний» (2025) - Полина Филоненко